# سیارک ۸۵۴۱
سیارک ۸۵۴۱ (به انگلیسی: 8541 Schalkenmehren، نامگذاری:1993TZ32) هشت هزار و پانصد و چهل و یکمین سیارک کشف شده‌است که در ۹ اکتبر ۱۹۹۳ کشف شد.
قدر مطلق سیارک برابر ۱۲.۹ است.